# Handwerksmuseum
Ein Handwerksmuseum ist ein volkskundliches bzw. gewerbegeschichtliches Museum zur Geschichte des Handwerks bzw. einzelner Handwerkssparten. Häufig präsentieren Heimatmuseen spezielle handwerksgeschichtliche Abteilungen.

## Besondere Handwerksmuseen
- Schwäbisches Handwerkermuseum, Augsburg, Bayern
- Handwerksmuseum Bederkesa, Bad Bederkesa, Niedersachsen
- Handwerksmuseum Bocholt, Nordrhein-Westfalen
- Wella Museum, ehemaliges Museum zum Thema Friseurhandwerk, Darmstadt, Hessen
- Wannenmacher-Museum, Emsdetten, Nordrhein-Westfalen
- LWL-Freilichtmuseum für Handwerk und Technik, Hagen, Nordrhein-Westfalen
- Holzhandwerksmuseum Hiddenhausen bei Herford, Nordrhein-Westfalen
- Museum für Handwerk und Postgeschichte Iserlohn, Nordrhein-Westfalen
- Steinmetzmuseum Kaiserslautern, Rheinland-Pfalz
- Handwerksmuseum Kork, Kehl, Baden-Württemberg
- Volkskunde- und Freilichtmuseum Roscheider Hof, Konz, Rheinland-Pfalz
- Wachsmuseum Krumbach, Wachsbildnerei und -zieherei, Krumbach, Bayern
- LVR-Freilichtmuseum für Ökologie und bäuerlich-handwerkliche Kultur, Lindlar, Nordrhein-Westfalen
- Museum für Bäuerliche Handwerks- und Gewerbegeschichte, Landschafts- und Kulturentwicklung, Meschede-Eversberg, Nordrhein-Westfalen
- Handwerksmuseum Ovelgönne, Ovelgönne, Niedersachsen
- Handwerksmuseum Suhlendorf, Suhlendorf, Niedersachsen
- Deutsches Werkzeugmuseum, Remscheid, Nordrhein-Westfalen
- Oberpfälzer Handwerksmuseum, Rötz, Bayern